# Marasme nutritionnel
 Mise en garde médicale
Le marasme nutritionnel est une maladie qui touche les personnes ayant des carences alimentaires. Ces carences peuvent être de deux types, soit énergétique (carence plutôt liée au marasme), soit protéinique (carence plutôt liée au kwashiorkor).
L'idée que le marasme est lié à un déficit calorique tandis que le kwashiorkor résulte d'un déficit protéique est cependant simpliste comme le précise l'Organisation des Nations unies pour l'alimentation et l'agriculture qui explique que ces deux maladies peuvent non seulement avoir des causes bien plus complexes mais aussi interagir entre elles.